# 体育政治化
体育政治化（又称体育运动政治化）是指体育成為各國用來影响外交、社会和政治关系的手段。原因包括：现代奥运会提倡人类友谊而容易被外交利用、国歌和国旗等民族国家意识渗透比赛、体育列入官员的政绩、体育提倡反歧视、体育的人本主义精神与公民社会的关系，等等。各国研究普遍指出否认体育政治化是自欺欺人、体育和政治是相辅相生的。

## 体育外交化
现代体育提倡人类友谊，有些国家利用体育达成外交任务，连络两国关系。例如1971年中华人民共和国自誉为“小球转大球”的乒乓外交就被某些人认为是体育政治化，又例如2018年冬奧的聯隊等。奧运口号常常有国际关系的愿景（1988年漢城奧運“和谐与进步”，2008年北京奥运“同一个世界同一个梦想”），可见奥运虽然本身不是政治活动，但它包含明确、高尚的政治目标。中國學者指“我们反对政治对体育的干扰也正是为了在更高的层次上实现这一崇高的政治目的”。现代奥运会起初主张“体育非政治化”、“业馀主義”、“体育非商业化”，但这些主张随着20世纪人类社会的改变而变得不切实际。不过体育外交化也有其代价。例如在1998年的美国西雅图友好运动会，中国体操选手桑兰摔伤而瘫痪，由于中国参赛的原因是宣传自己形象，成绩反倒是次要的，和美国赛委会打官司会“影响两个国家的体育外交大计”。

## 体育与国歌、民族国家意识

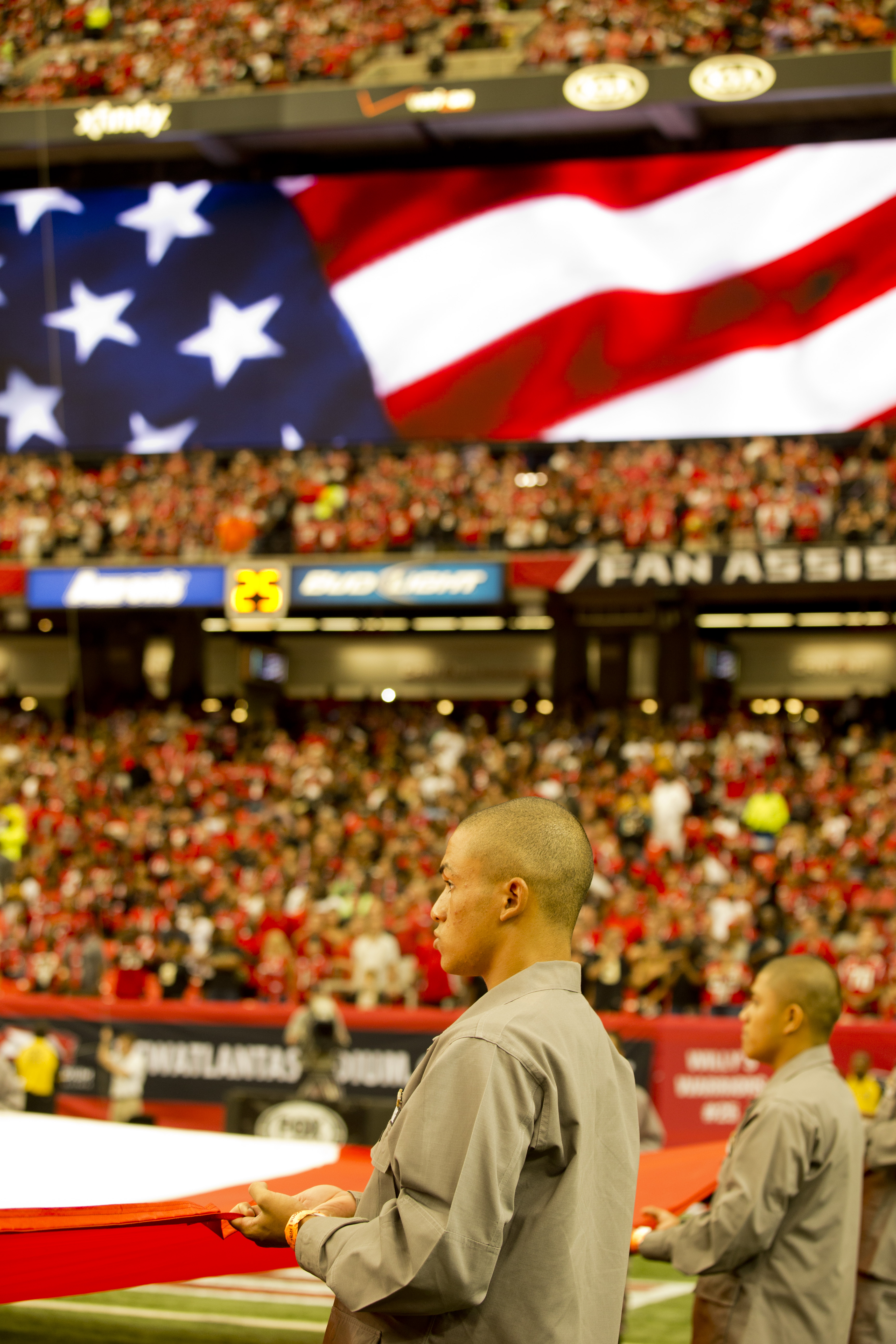
2014年一场美式足球的开场仪式邀请预备役美军手持美国国旗进场，把体育政治化

有些体育比赛因为法律强制要求奏国歌、升国旗，此等渲染民族国家意识和集体认同的仪式就是体育政治化的例子；去政治化的体育比賽，是沒有国歌、国旗、军队仪仗的。为了抵抗国歌、国旗背后的价值观强加于體育之上，比赛场上不时有对国歌发嘘声的抵抗表现。
以美式足球為例，赛前奏国歌源于第二次世界大战，被认为是仪式化地展示忠诚的集体表演，战后，谁在球场上不加入这场爱国集体表演，就会被自发巡逻的酒鬼喝骂。纳粹德国也把奥运会视为宣传国家形象的机会。又例如2008年北京奥运“聚集人气与凝聚民心的政治利益”，掀起了中华人民共和国爱国主义，“关注奥运的大多不过是在体育运动中寻求某种集体认同”。

## 体育与反歧视
现代奥运会标榜运动员在赛场内外都人人平等公平竞争，主办国和参赛国不得不保障人权和反歧视，体育就外延到政治领域了。例如2015年6月踢足球世界盃外圍賽时，中国足协发布海报嘲讽香港足球队使用归化的“黑皮”和“白皮”令球队显得“有层次”，露骨的中国种族歧视促使中国足协道歉，但不获谅解，几天后在足球赛场奏起中华人民共和国国歌时，球迷报以嘘声。而且，如上段所讲，去政治化的体育比賽本身不该有国歌的。
纳粹德国原本不欲犹太人和黑人参加1936年奥运。因为受到歐美国家抵制奥运会的威胁时，纳粹允许黑人和犹太人参赛，并在德国队中增加了一名象征性的参与者——德国女性海伦妮·迈尔。同时，纳粹党从柏林的主要旅游景点拆除了标有“犹太人不受欢迎”之类的标语。然而，为了“清理市容”，德国内政部授权警察局长逮捕了所有罗姆人，关押在柏林-马尔赞集中营。类似的清理市容政策在历届不同运动会时有發生。

## 体育的人本主义精神与公民社会
体育的人本主义精神是体育政治化的根源。2005年中华人民共和国國家體育總局教材《体育概论》定义“体育是以身体活动为媒介，以谋求个体身心健康、全面发展为直接目的，并以培养完善的社会公民为终极目标的一种社会实践活动”，这定义远远超出了体育“強身健体”的原有意涵。

## 体育与举国体制
中国国家体育总局自言中国体育是“计划经济体制和集权政治体制的直接产物，...体育主要并直接服务于国家的政治目的”。在举国体制下，“中国的体育发展高度依赖举国体制，奥运及全运金牌KPI层层分解...对当地官员来讲，奥运首金可计作体育工作的重大政绩，对未来升迁以及争取上级政府的支持都将有很大帮助”，由此，运功员的选拔、项目资源的傾斜等都要服从各级党政官员的利益安排。1958年《关于体育运动十年规划的报告》指出，“人民公社，是我国社会的基本单位，由于它实现了组织军事化，行动战斗化，生活集体化，就更有利于体育运动的开展，使体育和劳动生产、民兵组织紧密结合，更好为劳动生产和国防服务。”1990年的西雅图友好运动会，中国体操选手桑兰摔伤而瘫痪，赛委会否认管理过失。由于中国参赛的原因是宣传自己形象，成绩反倒是次要的，和美国赛委会打官司会“影响两个国家的体育外交大计”。以桑兰的瘫痪程度，获得几百万美元的医疗赔偿是有可能的，但中国代表团没有挑战赛委会的说法，也没有协助桑兰打官司。

## 相關範例
- 中立運動員的利弊：若中立運動員包辦前三名可能導致第四名的非中立運動員會認為若他們沒有參賽將獲得金牌。[20]
- 溫布頓網球錦標賽：由於俄羅斯對烏克蘭大舉進攻，所以禁止俄羅斯、白俄球員參賽，但除了這兩國外，各個對手如諾瓦克·喬科維奇也抗議這項決定，ATP或WTA也強力譴責，並威脅處罰而使得溫網及其他英國賽事變成沒有積分只有獎金的表演賽，等同對他們禁賽不會使被禁賽者排名受影響。